# Région économique du Zanguezour oriental
La région économique du Zanguezour oriental (en azéri : Şərqi Zəngəzur iqtisadi rayonu) est l'une des quatorze régions économiques de l'Azerbaïdjan. Elle comprend les raïons de Jabrayil, Kelbadjar, Latchine, Qubadli et Zangilan.

## Histoire
La région économique a été créée par le décret du président de l'Azerbaïdjan du 7 juillet 2021 « sur la nouvelle division des régions économiques de la république d'Azerbaïdjan ».

## Géographie
La superficie totale de la région économique est de 7 448 km2. Elle est située à l'ouest du pays et est frontalière avec l'Arménie et l'Iran.

## Démographie
En 2021, la population est estimée à 343 500 habitants.